# Hofer Károly
Hofer Károly (németül: Carl Hofer, szlovákul: Karol Hofer, Pozsony, 1792 – Pozsony, 1867. április 5.) pozsonyi nagykereskedő, városi tanácsnok és a Pozsonyi Kereskedelmi és Iparkamara elnöke 1857-től.

## Életpályája
Jómódú tiroli polgári családban született. Apja Hofer József Hall in Tirolból került Pozsonyba, és indította be a családi céget. Nagyapja Hofer Matthias városbíró, dédnagyapja közgyűlési tag volt.
Testvére Hofer Frigyes Vilmos, Károly Tivadar bajor királyi herceg szolgálatában állt mint személyes tanácsadó.
Fiatal éveit Pozsonyban töltötte, és már gyermekkorában megismerkedett későbbi feleségével, Jurenák Karolínával, az ismert pozsonyi kereskedő, Jurenák Ádám lányával. Frigyükből két gyermek származott. Henrik, aki Kampfmüller Paulínával és Karolína, aki Malovic Józseffel kelt egybe.
Apja halála után ő lépett a helyébe, és folytatta a kereskedéssel foglalkozó cége kiépítését. Az 1848-as forradalom nagy károkat okozott a számára. Személyes meggyőződésből a császári csapatokat támogatta. A forradalom kitörésekor osztrák származása miatt a város elhagyására kényszerült, ekkor rövid időre Triesztbe költözött, de pár hónap után visszatért Magyarországra. 1849. november 7-én a pozsonyi Dómban ünnepelte a város előkelősége a forradalom végét, ahol Hofer családjával volt jelen. Feleségén és gyermekein kívül megjelent sógora Jurenák Anton és családja is.
1850-ben Julius Jacob von Haynau alapítványt hozott létre a forradalomban megnyomorodottak támogatására, amit Hofer nagyobb összegekkel támogatott. 1857-ben a Pozsonyi Kereskedelmi és Iparkamara elnökének választotta a kereskedelmi tanács, amit I. Ferenc József magyar király ezt követően meg is erősített. 1863-ban a tanács újabb 7 év bizalmat szavazott Hofernek, amit nem tudott teljesen kihasználni, mert 1867-ben, röviddel az általa is támogatott kiegyezés után elhunyt.